# Sieriebriennikowo (Kraj Ałtajski)
Sieriebriennikowo (ros. Серебренниково) – wieś w Rosji, w Kraju Ałtajskim, w rejonie alejskim. W 2010 liczyła 81 mieszkańców.